# 劇團狗咖喱
劇團狗咖喱（日語：劇団イヌカレー（げきだんイヌカレー）），是由原GAINAX所屬的動畫師2白犬（白石亞由美）與原TANTO所屬的上色操作員泥犬（穴井洋輔）組成的日本動畫製作團體。

## 概要
擅長使用珂拉琪的手法、花俏的設計加上可愛的圖案做出獨特的世界觀。除了自己製作的動畫外，也有在商業作品中活躍。透過代代木動畫學院福岡分校時代的同班同學宮本幸裕的介紹，擔任2008年出品的OAD《獄·絕望先生》的片頭動畫製作。之後主要參與SHAFT製作的動畫。在2011年的當紅動畫《魔法少女小圓》中，擔任全部魔女的設計和設定。

## 作品
動畫
- 宇宙（2007年，『30minutes night flight』原創動畫短片）
- 天元突破紅蓮螺巖（2007年，#3動物設定協力·#11妮亞回想部分·副標題）
- 獄·再見絕望先生（2008年，片頭動畫）
- 瑪莉亞狂熱（2009年，片尾動畫）
- 化物語（2009年-2010年，#1·#5·#7·#11·#15劇中部分）
- 懺·再見絕望先生（2009年，第8回Ｃ部分「最後與起始的江之電」（在製作人員表上被記為公演））
- 懺·絕望先生 番外地（2010年-2011年，片頭動畫（被記為片頭動畫detuning[1]））
- 魔法少女小圓（2011年，機械設計（被記為異空間設計））
- 白兔玩偶（2011年，片尾動畫（被記為片尾動畫公演））
- 向陽素描xSP（2011年、倒數畫面）
- 偽物語（2012年、日曆設計、公演）
- 週刊YOUNG JUMP增刊號《AOHARU "sweet"》（日語：アオハル "sweet"） 特殊影片（2012年）
- Dormir 1st音樂專輯《Petit March》 artwork（2012年）
- Fate/EXTRA Last Encore（2018年，第6話）
- 魔法紀錄 魔法少女小圓外傳（2020年、總導演、劇本統籌、劇本（泥犬））

劇場版動畫
- 劇場版 魔法少女小圓 [前編] 起始的物語 （2012年）：異空間設計、原画。
- 劇場版 魔法少女小圓 [後編] 永遠的物語 （2012年）：異空間設計。
- 劇場版 魔法少女小圓 [新編] 叛逆的物語 （2013年）：異空間設計。(泥犬：コンセプチュアル・アートデザイン)

遊戲
- 魔法少女小圓 PORTABLE（2012年，設計協力）
- 魔法紀錄 魔法少女小圓外傳（2017年）：魔女原案。

## 備註
1. ↑  detuning，日本用語，de（反）+ tuning（調音）的組合字，指故意將性能調低的一種手法

## 外部連結
- 犬宇宙結社 （页面存档备份，存于） - 劇團狗咖喱 官方網站（日語）